# جاك روبرتسون (لاعب كرة قدم أسترالية)
جاك روبرتسون (بالإنجليزية: Jack Robertson)‏ هو لاعب كرة قدم أسترالية أسترالي، ولد في 23 يونيو 1902، وتوفي في 23 ديسمبر 1972.

## وصلات خارجية
- جاك روبرتسون على موقع AustralianFootball.com (الإنجليزية)
- جاك روبرتسون على موقع AFLtables.com (الإنجليزية)